# Шамбери (округ)
Шамбери (фр. Chambéry) — округ региона Овернь — Рона — Альпы во Франции. Один из 3 округов департамента Савойя. Супрефектура — Шамбери.
Население округа на 2011 год составляло 263 430 человек. Плотность населения составляет 166 чел./км². Площадь округа составляет 1586 км².
Шамбери находится на западе департамента и граничит на юге с округом Гренобль (департамент Изер), на западе с округами Ла-Тур-дю-Пен (департамент Изер), Белле (департамент Эн), на востоке с округами Альбервиль, Сен-Жан-де-Морьен, на севере c Анси (департамент Верхняя Савойя). В состав округа полностью входят 11 кантонов и частично кантон Сен-Пьер-д’Альбиньи.